# Wijngaarden (Friesland)
Wijngaarden, ook wel De Wijngaarden (Fries: De Wyngaerden), is een buurtschap in de gemeente Opsterland, in de Nederlandse provincie Friesland.
De buurtschap ligt ten oosten van Heerenveen, tussen Luxwoude en Langezwaag. De buurtschap ligt ook verdeeld over deze twee plaatsen. De buurtschap wordt ook wel aangeduid als Grootwijngaarden maar dat is eigenlijk alleen het westelijke deel van de buurtschap.
Wijngaarden bestaat uit de woning aan de Lytse Wyngaerden, De Wyngaerden en Nije Leane. Ook de eerste twee boerderijen aan Alde Laene aan de andere kant van de A7/E22 vallen onder de buurtschap. De Lytse Wyngaerden (Kleinwijngaarden) ligt in een U-bocht aan de Lang'ein. De bewoning aan de Lang'ein wordt daarom soms ook bij Wijngaarden gerekend.
Aan de Lytse Wyngaerden is er het blikmuseum De Wijngaard gevestigd, in een kleine boerderij. In 2021 is deze boerderij afgebrand.
In 1644 werd de plaats vermeld als Wyngaerden. In 1718 werd de plaats verdeeld vermeld als Groot Wyngaarden en Klein Wyngaarden' maar eind 18e eeuw werd de plaats als geheel een schone buurt genoemd. In de 19e eeuw spreekt men zowel van Groot Wijngaarden (1848) als Wyngaarden (1852).
De plaatsnaam duidt mogelijk op een kerkelijke naam maar ook niet uitgesloten wordt dat de plaats vernoemd is naar de familie Van Wijngaarden.
De buurtschap heeft een tijdlang een winterschool gekend. Al in 1688 was er sprake van deze school, toen de schoolmeester Anneus Corneli 15 gulden betaald kreeg voor een jaar. Ook in de 19e eeuw was er sprake van deze winterschool.
Dorpen: Bakkeveen · Beetsterzwaag · Drachten-Azeven · Frieschepalen · Gorredijk · Hemrik · Jonkersland · Langezwaag · Lippenhuizen · Luxwoude · Nij Beets · Olterterp · Siegerswoude · Terwispel · Tijnje · Ureterp · Waskemeer (klein deel) · Wijnjewoude

Buurtschappen: Allardsoog (deels) · Haneburen · Hanebuurt · Heidehuizen · Hemrikerverlaat · Klein Groningen · Kooibos · Kortezwaag · Moskou (deels) · Nieuwe Vaart · Oosterend · Oud Beets · Petersburg (deels) · Rolbrug · Selmien · Sparjebird · Uilesprong · Ureterp aan de Vaart · Voorwerk · Vosseburen · Welgelegen (deels) · Wijngaarden · Wijnjeterpverlaat

Friesland: Steden en dorpen      Nederland: Provincies · Gemeenten